# Francisco Moreno y Escandón
Francisco Antonio Moreno y Escandón (Mariquita 1736 -Santiago de Chile 1792) fue un político neogranadino. Fue un fiscal que promovió la creación de la universidad pública y una reforma educativa en 1768, enfrentándose a la élite y las órdenes religiosas en el Virreinato de la Nueva Granada.
Personaje descollante de la segunda mitad del siglo XVIII en el virreinato español del Nuevo Reino de Granada, "...seguramente el más notable de aquella época..." en el país. El futuro fiscal de la Real Audiencia de la Nueva Granada, y luego Regente de Chile, cuando ejercía el cargo del oidor regente de la Real Audiencia del Nuevo Reino de Granada.

## Origen, familia y educación
Sus padres fueron Miguel Moreno Moreno, natural de Laredo, en la costa oriental de Cantabria, y Manuela Díaz de Escandón, criolla bautizada el 17 de abril de 1709 y fallecida en Santafé (hoy Bogotá) el 18 de diciembre de 1765. Su padre fue alcalde de Mariquita y notario del Tribunal de la Inquisición de Cartagena. Viajó a Santafé para seguir sus estudios secundarios en el "...Colegio Seminario de San Bartolomé, como consta en el libro de colegiales convictores, al folio 131, vuelta, donde se dice que entró al Colegio el día 16 de Octubre de 1749". Se graduó de bachiller y maestro de filosofía en la universidad de San Francisco Javier, también regentada por los jesuitas; allí recibió los títulos de teología y jurisprudencia canónica y civil. Dictó la cátedra de Instituta (Instituciones de Justiniano) a los 22 años, y, tres años más tarde, la cátedra de Derecho Canónico.
Contrajo matrimonio con doña María Teresa de Isabella y Aguado, bautizada en Morón (España) el 22 de julio de 1736, y sepultada en la Catedral de Santafé (Bogotá) en 1806. De sus hijas, doña María Francisca casó con don Pantaleón Gutiérrez y Díaz de Quijano (llamado el Patriarca de la Sabana), y doña Josefa con don Fernando Rodríguez y de la Zerna; otra, con don Lorenzo Marroquín de la Sierra.

## Inicio de la vida pública: pionero de la defensa del patrimonio histórico

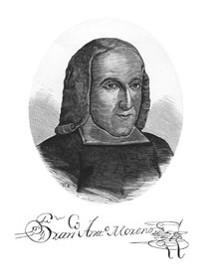

Se vinculó al Cabildo al iniciar el ejercicio de su profesión; en 1759, fue asesor general; en 1760, procurador. Como procurador general, "...se opuso eficazmente a que los cofrades de la Orden Tercera demoliesen la ermita del Humilladero para edificar allí su iglesia...", ermita que fue la primera capilla edificada en la ciudad, terminada en 1545, porque "...el doctor Moreno sostuvo que se debía conservar aquel pequeño templo, como un monumento glorioso de las conquistas del Evangelio en el Nuevo Reino". Luego, fue Alcalde Ordinario de Santafé en 1761-1762.
En 1770 Jorge Lozano de Peralta se quejó a España de las manipulaciones que el asesor Manuel Romero y el protector de indios ejercían sobre el virrey Messía de la Cerda.